# كأس الإنتركونتيننتال 1985
كأس الإنتركونتيننتال 1985 هو الموسم 24 من  كأس الإنتركونتيننتال. الذي يشرف على تنظيمه الاتحاد الأوروبي لكرة القدم، وكان عدد الأندية المشاركة فيه  2، وفاز فيه يوفنتوس.